# Bayerische Ingenieurekammer-Bau
Die Bayerische Ingenieurekammer-Bau ist die für das Bauwesen in Bayern zuständige Ingenieurkammer. Sie hat rund 7.600 Mitglieder, ihr Sitz ist München. Aufsichtsbehörde ist das Bayerische Staatsministerium für Wohnen, Bau und Verkehr. Die im Bauwesen tätigen Beratenden Ingenieure sind Pflichtmitglieder. Rechtsgrundlage ist das Gesetz über die Bayerische Architektenkammer und die Bayerische Ingenieurekammer-Bau.

## Geschichte
Bereits im Mittelalter waren die im Bauwesen tätigen in Zünften, Bauhütten und ähnlichen Organisationen zusammengeschlossen. Privatrechtliche organisierte moderne Berufsvertretungen, die auch in Bayern vertreten sind, sind z. B. der 1925 gegründete Bund Deutscher Baumeister, Architekten und Ingenieure als übergreifender Verband im Bauwesen oder der Verein Deutscher Ingenieure als Standesvertretung von Ingenieuren sämtlicher Fachrichtungen. Das Berufsrecht der im Bauwesen tätigen Ingenieure ist Ländersache. Öffentlich-rechtlich organisierte Berufsorganisationen im Bereich der Bauplaner gab es im Nachkriegsbayern über längere Zeit nicht. 1971 wurde die Bayerische Architektenkammer gegründet. Die Bestrebungen auch für die übrigen im Bauwesen tätigen Ingenieure eine Kammer zu schaffen zogen sich lange hin. Ein großer Kämpfer dafür war der Bauingenieur und Landtagsabgeordnete Karl Kling. 1990 wurde schließlich durch Landesgesetz die Bayerische Ingenieurekammer-Bau geschaffen. Mit der Einrichtung des Bayerischen Staatsministeriums für Wohnen, Bau und Verkehr, ging die Rechtsaufsicht über die Kammer vom bis dahin u. a. für das Bauwesen zuständigen Bayerischen Staatsministerium des Inneren, für Sport und Integration an das neue Ministerium über. 
Folgende im bayerischen Bauwesen tätige Ingenieure waren bislang Präsidenten der Kammer:
- 1991–2003: Karl Kling
- 2003–2007: Heidi Aschl
- 2007 – 2016: Heinrich Schroeter
- 2016 – heute Norbert Gebbeken

## Kammerbezirk
Der Kammerbezirk umfasst den Freistaat Bayern.

## Stellung und Rechtsform
Die Bayerische Ingenieurekammer-Bau ist eine eigenständige Körperschaft öffentlichen Rechts. Sie unterliegt lediglich einer Staatsaufsicht, die sich auf eine Rechtsaufsicht beschränkt und dem Bayerischen Staatsministerium für Wohnen, Bau und Verkehr obliegt. Die Aufsicht beschränkt sich daher darauf, dass Gesetz und Satzung beachtet, insbesondere die der Ingenieurekammer übertragenen Aufgaben erfüllt werden.

## Geschäftsstelle
Die Geschäftsstelle wird durch drei Geschäftsführer geführt. Sie gliedert sich in 3 Bereiche, hinzu kommen die Geschäftsstelle des Eintragungsausschusses, die Berufsanerkennung für ausländische Ingenieure und die Kontrollstelle gemäß EnEV / GEG.

## Organe
Die Körperschaft verfügt über folgende Organe
- Vertreterversammlung
- Vorstand
- Präsidium
- Präsident

## Mitgliederstruktur
Die Mitglieder teilen sich grundsätzlich auf in Pflichtmitglieder und Freiwillige Mitglieder.

## Organ
Die Mitglieder der Kammer erhalten das monatlich erscheinende Deutsche IngenieurBlatt. 